# A Hero's Death (singolo)
A Hero's Death è il primo singolo tratto dall'album omonimo della band post-punk di Dublino Fontaines D.C.. Registrato negli studi di Dan Carey e negli Abbey Road Studios di Londra, è stato pubblicato dalla Partisan Records il 5 maggio 2020.

## Descrizione
Nelle parole del cantante Grian Chatten, il brano "è una lista di regole per il proprio io, sono principi per una felicità autoprescritta che spesso è appesa ad un filo. È un messaggio positivo, ma con la ripetizione ci sono diversi significati, ed è ciò che succede con i mantra, quando li ripeti di continuo. C’è questo equilibrio tra sincerità e ipocrisia mano a mano che il brano prosegue ed è presente anche nel video. È per questo motivo che si passa spesso da tonalità maggiori a minori."

## Video musicale
Il video è stato diretto da Hugh Mulhern e prodotto da Aaron McEnaney e Theresa Adebiyi. Il video musicale presenta uno spettacolo immaginario a tarda notte chiamato The Georgie Barnes Show con protagonista un ospite di talk show stanco di nome Georgie Barnes (interpretato da Aidan Gillen) il cui co-conduttore è un burattino. Il presentatore del talk show introduce il video mentre saluta la band prima che suonino una canzone nello show, accorgendosi tuttavia che la band sembra mostrare più apprezzamento al burattinaio (Bryan Quinn) e al burattino piuttosto che al presentatore stesso.

## Tracce
1. A hero's death – 4:18

Vinile
1. A hero's death
2. I don't belong